# Giovanni Ravelli
Giovanni Ravelli (Brescia, 14 gennaio 1887 – Venezia, 11 agosto 1919) è stato un motociclista e aviatore italiano, veterano della prima guerra mondiale, decorato con tre Medaglie d'argento al valor militare. Fu ispiratore dell'azienda motociclistica Moto Guzzi insieme a Carlo Guzzi e Giorgio Parodi.

## Biografia
Nacque a Brescia il 14 gennaio 1887 e, appassionato di moto, fu considerato uno degli sportivi più noti di Brescia del Novecento. Si distinse dapprima nelle competizioni ciclistiche e poi in quelle motociclistiche, vincendo importanti gare e diventando celebre in Spagna, dove vinse il concorso motociclistico di Madrid, con il soprannome "il diavolo italiano", per la sua spericolatezza. Nel suo palmarès è presente la vittoria del circuito d'Italia della Gazzetta dello Sport e la vittoria del circuito del Motoclub di Brescia.
Conquistato dal mondo dell'aviazione, nel 1911 s'iscrisse alla "Scuola di aviazione Deperdussin" vicino a Reims, in Francia, dove conseguì il brevetto di aviatore. Quell'anno ideò poi una scuola di aviazione nella brughiera di Montichiari, comperando in Francia agli inizi del 1912 tre monoplani Blériot XI  e mettendosi a disposizione come istruttore. Conseguì il brevetto di pilota militare sull'aeroporto di Torino-Mirafiori nel giugno 1914.

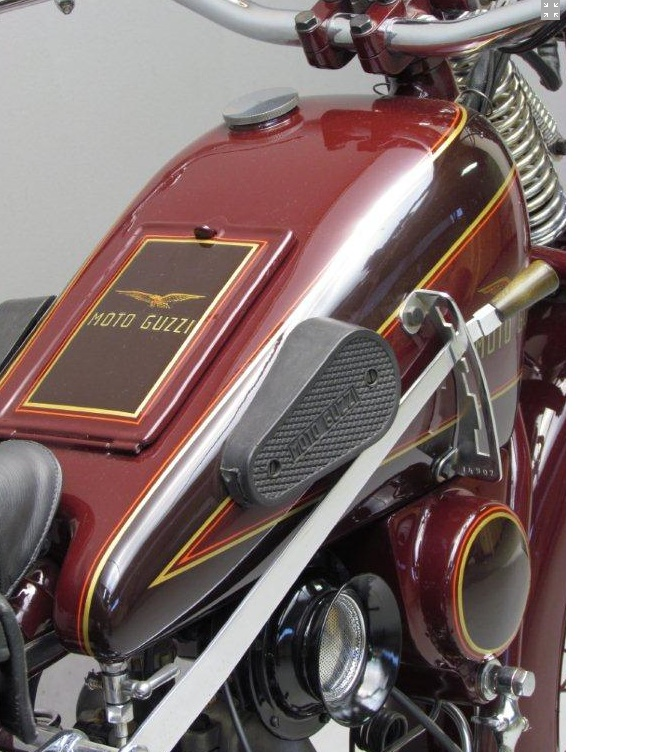
L'aquila della Moto Guzzi che simboleggia la presenza di Giovanni Ravelli

Con lo scoppio della prima guerra mondiale si arruolò come marinaio semplice nella Regia Marina, e fu impiegato dal 1917 come volontario motonauta pilota di idrovolanti della 253ª Squadriglia sull'isola di Gorgo nella Laguna di Grado su Macchi L.3. 
Il 23 settembre 1917 il Macchi del volontario motonauta pilota Ravelli e del tenente osservatore Egidio Grego viene attaccato da due idrocaccia Oeffag H FB (A-11), tra cui vi era l'asso Gottfried von Banfield e con il motore colpito riesce a tornare a Grado.
Nell'ambito della battaglia di Caporetto dal 30 ottobre la squadriglia ripiega sull'isola di Sant'Andrea (Venezia).
Promosso 2° capo macchinista nel 1918, poi guardiamarina e successivamente sottotenente per meriti di guerra, passò a prestare servizio presso la 260ª Squadriglia dotata di Macchi M.5. 
Dal mese di maggio viene trasferito ai velivoli della caccia terrestre della 241ª Squadriglia del Lido di Venezia.
Partecipò a svariate missioni di guerra per le quali gli vennero conferite tre Medaglie d'argento al valor militare.
Alle ore 11:30 dell'11 agosto 1919, al ritorno da un lungo volo di collaudo, si schiantò sul campo d'aviazione veneziano della base navale di San Nicoletto, a causa dell'improvviso spegnimento del motore, in fase di atterraggio, del suo Nieuport 11. Estratto già cadavere dai rottami dell'aereo, il suo corpo fu sepolto nel "Recinto dei Valorosi" del Cimitero di San Michele a Venezia. Il giorno 28 ottobre 1919 la salma venne esumata e trasportata nel cimitero di Brescia.

### La Moto Guzzi
Durante la guerra, combatté al fianco di Ravelli un altro pilota pluridecorato: Giorgio Parodi. Insieme al meccanico esperto di motori aeronautici Carlo Guzzi, si accordarono per creare al termine del conflitto una casa motociclistica; nella nuova azienda, destinata a diventare la Moto Guzzi, Ravelli doveva essere il testimonial, nonché il pilota per le competizioni.
I compagni dell'avventura motociclistica decisero di ricordarlo nel simbolo dell'azienda. Nel 1921, infatti, Parodi e Guzzi fondarono a Genova la "Società Anonima Moto Guzzi", scegliendo come logo un'aquila da pilota a ricordo dell'amico scomparso.
Vennero anche varate varie iniziative commemorative. Il precedente 1920 aveva già visto la dedica di una coppa motociclistica in suo ricordo e il 30 gennaio 1921 veniva scoperta una lapide a Brescia in sua memoria e nel settembre dello stesso anno, all'amico e commilitone della "Serenissima" Aldo Finzi venne affidata la "500 Normale" con cui la Moto Guzzi esordì ufficialmente nelle competizioni. Nel 1930 venne organizzata la società sportiva U. S. G. Ravelli con il suo nome.